# Körrenzig
Körrenzig ist ein Ortsteil der Stadt Linnich an der nördlichen Grenze des Kreises Düren (NRW). Körrenzig war früher bekannt für sein Korbmacherhandwerk.

## Geographie

### Lage
Das Dorf liegt östlich der Rur an der B 57 zwischen Linnich und Rurich.

### Gewässer
Der Malefinkbach durchfließt das Dorf in Richtung Rurich. Eine Brücke überquert die Rur in Richtung Brachelen. Im Rahmen des von der EU geförderten RIPARIA-Projekt wurde die Rur im Körrenziger Gebiet Ende der 1990er Jahre als Hochwasserschutzmaßnahme renaturiert und ein Altarm angebunden.

## Geschichte

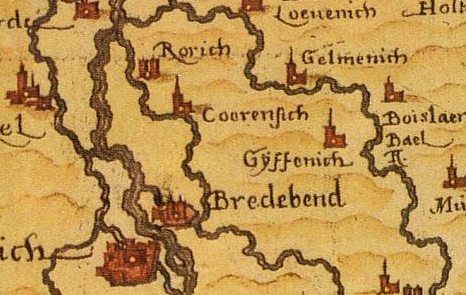
Lage Körrenzigs auf einer Karte von Christian Sgrothen, 1557

Der Ortsname gehört zur Gruppe der vordeutschen -(i)acum-Namen aus der gallo-römischen Epoche und deutet vielleicht auf ein römisches Landgut eines „Cornicius“ zurück. Eine erste urkundliche Erwähnung findet sich in einer Schenkungsurkunde Konrads II., der 1029 das Landgut Cornizich der Reichsabtei Burtscheid vermachte. Ab dem 14. Jahrhundert lag Körrenzig im Amt Boslar des Herzogtums Jülich.
Der Ort gehörte von 1816 bis 1936 zum Landkreis Erkelenz und wurde dann dem Kreis Jülich zugeteilt. Seit 1972 liegt Körrenzig im Kreis Düren. Die Einwohnerzahlen des Ortes sanken von 1925 bis 1933 von 1457 auf 1091 Einwohner. Einige jüdische Familien lebten im 19. und 20. Jahrhundert im Dorf. Sie gehörten zur Synagogengemeinde Linnich. In der NS-Zeit emigrierten sie oder wurden deportiert.
Am Ende des Zweiten Weltkrieges war der Ort eine stark umkämpfte Frontlinie entlang der Rurfront. Das Dorf wurde am 23. Februar 1945 eingenommen, als amerikanische Truppen die Rur überschritten.
Am 1. Juli 1969 wurde Körrenzig nach Linnich eingemeindet.

## Sehenswürdigkeiten

### Alte Dorfkirche

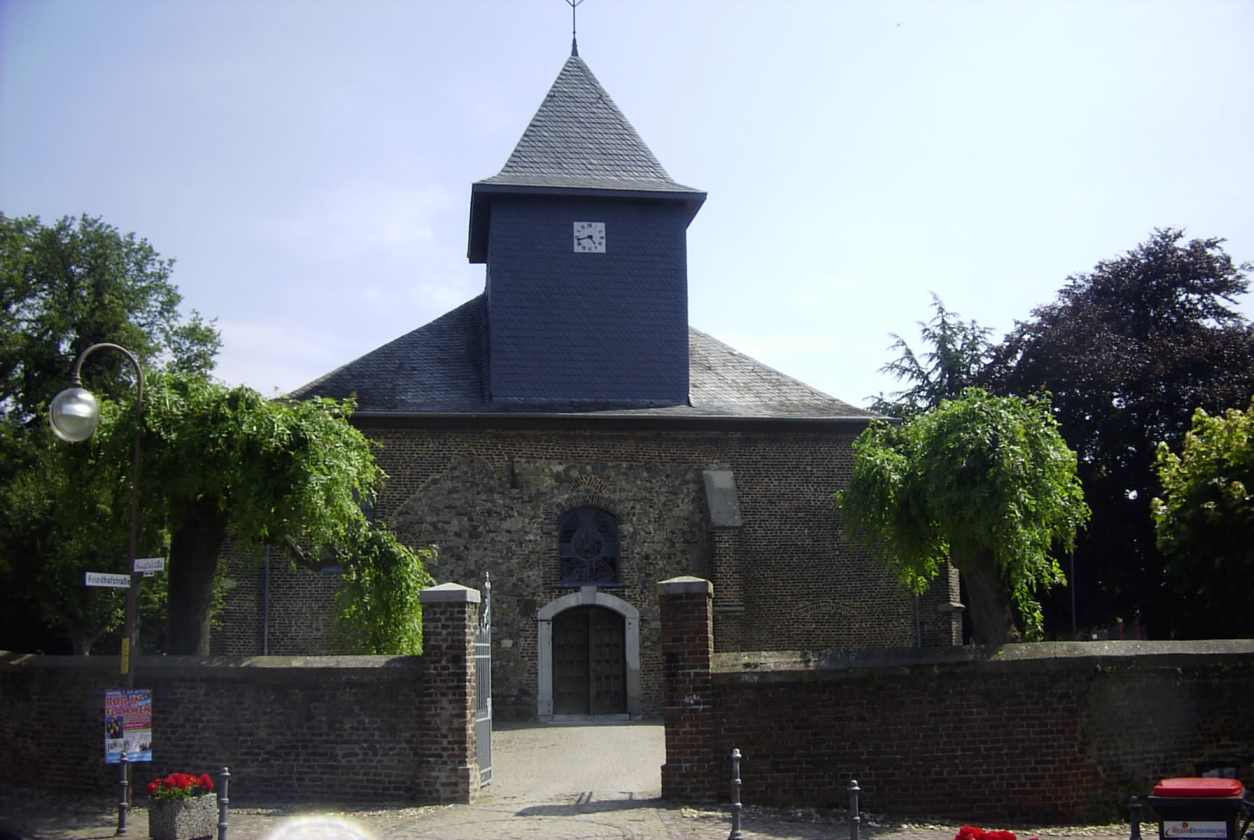
Alte Dorfkirche

Die kleine dreischiffige Hallenkirche St. Peter in der Nähe der neuen Pfarrkirche St. Peter stammt in der heutigen Form aus dem 15. Jahrhundert und zeigt in der Westfront Reste einer romanischen Vorgängerkirche (erstmals urkundlich erwähnt 1029). Sie ist von einem ummauerten Friedhof umgeben. Nach der Einweihung der neuen Pfarrkirche im Jahre 1962 diente das Bauwerk ab 1962 noch einige Zeit als Aufbahrungshalle. Grundwasserabsenkungen durch den Braunkohletagebau der RWE Power gefährdeten die Statik des denkmalgeschützten Bauwerks und die Alte Kirche musste aufgrund der Einsturzgefahr geschlossen werden. Die schweren Bauschäden erforderten schließlich umfangreiche Arbeiten zur Wiederherstellung der Standsicherheit. Diese wurden nach langwierigen Verhandlungen durch RWE Power und dem Bistum Aachen finanziert und bis 2001 abgeschlossen. Der 1998 gegründete Förderverein „Rettet die Alte Kirche e. V.“, Körrenzig setzte sich zum Ziel, die Alte Kirche zu sanieren und wieder einer Nutzung zuzuführen. Im September 2005 konnte das restaurierte Baudenkmal der Pfarrgemeinde wieder zur Nutzung übergeben werden. Nur wenige Wochen später überbrachte Otto von Habsburg eine Reliquie seines seliggesprochenen Vaters Karl I., dem letzten österreichischen Kaiser. 
Nach der Sanierung des gesamten Dachstuhls und des Daches konnte 2020 die denkmalgerechte Sanierung der beiden Glockenstühle in Angriff genommen werden. Seit der anschließenden Installation neuer Läutewerke werden die beiden aus den Jahren 1514 und 1516 stammenden Glocken wieder genutzt. 
Abschließend konnte der Verein im Rahmen des mit Mitteln aus dem LEADER-Programm von der Europäischen Union die gesamte Umfassungsmauer sanieren und die von ihr umschlossene, bisher praktisch nicht genutzte Fläche aufwerten. Neben Sitzgelegenheiten findet sich hier die Infrastruktur für Bewirtungen und Ausstellungen.  
Seit dem Jahre 2006 führt der Förderverein alljährlich in den Sommermonaten die Veranstaltungsreihe „Kultur Alte Kirche“ durch. In diesem Rahmen finden Konzerte, Vorträge, Lesungen und Ausstellungen statt.

## Regelmäßige Veranstaltungen
- Video: Voll die Ehre. Maibräuche des Junggesellenvereins Körrenzig Der Junggesellenverein Körrenzig 1843 e. V. feiert einmal im Jahr (meist Anfang Mai) sein traditionelles Maifest.
- Kultur Alte Kirche – unter dieser Bezeichnung finden seit 2006 in der Alten Kirche Körrenzig in den Sommermonaten kulturelle Veranstaltungen wie Konzerte, Lesungen, Vorträge und Ausstellungen statt.
- Im Juni führt die St. Antonius Schützenbruderschaft Körrenzig ihr jährliches Schützenfest durch.
- Die Löscheinheit Körrenzig der Freiwilligen Feuerwehr Linnich veranstaltet am 2. Adventswochenende den jährlichen Adventsmarkt.
- Alle zwei Jahre findet in Körrenzig das Treckertreffen statt. Organisiert wird dieses durch die Treckerfreunde Körrenzig.

## Verkehr
Körrenzig liegt an der B 57 zwischen den Anschlussstellen Erkelenz und Puffendorf.
1911 erhielt der Ort Anschluss an das Eisenbahnnetz und bis 1968 einen Bahnhof an der ehemaligen Bahnstrecke Jülich–Dalheim. Diese eingleisige Bahnstrecke führte früher von Düren über Jülich, Linnich, Baal, Hückelhoven und Dalheim nach Mönchengladbach und berührte dabei auch Körrenzig. Die Bahngleise zwischen Linnich und Baal wurden nach der Stilllegung des Personenverkehrs 1968 der Strecke 1974 mit der Stilllegung im Güterverkehr endgültig demontiert. Das Empfangsgebäude wurde nicht abgerissen, sondern erhalten, renoviert und befindet sich heute in Privatbesitz. Der Bahndamm dient heute teilweise als Fahrrad- und Spazierweg.
Der nächstgelegene im regulären Schienenpersonennahverkehr (SPNV) befahrene Bahnhof befindet sich etwa 1,5 km südlich von Körrenzig entfernt in Linnich, wo mit der Bahnstrecke RB 21 (Nord) Linnich-Düren eine gute Verbindung nach Düren besteht. Zu diesem Bahnhof besteht mit den Rurtalbus-Linien 295 und SB 95 eine Verbindung im Busverkehr. Ebenso erreicht man mit den Buslinien in Gegenrichtung den etwa 4 km entfernten Bahnhof Hückelhoven-Baal. Von hier aus hat man Anschlussmöglichkeiten mit dem RE 4 nach Aachen und Dortmund sowie mit der RB 33 nach Aachen, Heinsberg und Essen. Zusätzlich verkehrt zu bestimmten Zeiten ein Anruf-Sammel-Taxi, in den Nächten von Freitag auf Samstag fährt ein Disco-Bus nach Himmerich.
| Linie     | Verlauf |
| --------- | --- |
| 295       | (Linnich Schulzentrum –) Linnich-SIG Combibloc – Glimbach – Körrenzig – Rurich – Baal Süd – Baal Bf |
| SB95      | Schnellbus: Linnich-SIG Combibloc – Körrenzig – Baal Süd – Baal Bf |
| AST       | AnrufSammelTaxi: Mo–Fr abends, Sa nachmittags/abends, So Jülich Bf/ZOB – Jülich Innenstadt – Koslar / Merzenhausen – Barmen – Floßdorf / Erzelbach / Boslar – Welz / Ederen / Rurdorf – Kofferen / Hottorf – Gereonsweiler – Gevenich / Kiffelberg – Glimbach – Körrenzig |
| Disco-Bus | DiscoBus: nur in den Nächten Fr/Sa (kein AVV-Tarif) Jülich Neues Rathaus – Walramplatz – Koslar – Barmen – Abwz. Floßdorf – Rurdorf – Linnich Rathaus – Glimbach – Körrenzig – Rurich – Baal Bf – Abzw. Doverheide – Hückelhoven – Himmerich                              |

## Vereine
Es gibt im Ort diverse Vereine, die sich in den Vereinigten Vereinen zusammengeschlossen haben. Hierzu gehören z. B. die historische St.-Antonius-Schützenbruderschaft, der Instrumentalverein, Trommler- & Pfeifercorps Körrenzig 1921 e. V., Junggesellenverein Körrenzig 1843 e. V., Sportverein (SSV Körrenzig e. V.) und Geschichtsverein. Zudem gibt es seit 1971 den Angelsportverein „ASV Petri Heil Körrenzig e. V.“ und seit 1998 der Verein „Rettet die Alte Kirche Körrenzig e. V.“